# 3-甲基吡啶
3-甲基吡啶是一种有机化合物，是甲基吡啶的同分异构体之一。

## 制备
3-甲基吡啶可由乙醇、甲醛和氨反应得到，该反应会同时产生吡啶。

## 化学性质
3-甲基吡啶和空气、氨在钒催化剂的存在下反应，生成3-氰基吡啶。和强氧化剂反应得到3-吡啶甲酸。